# Нова Ульба
Нова Ульба́ (каз. Жаңаүлбі) — село у складі Глибоківського району Східноказахстанської області Казахстану. Входить до складу Тарханського сільського округу.
Населення — 358 осіб (2021; 334 у 2009, 315 у 1999, 389 у 1989).
Національний склад станом на 1989 рік:
- росіяни — 100 %

Станом на 1989 рік село називалось Нова Ульбінка.